# ليستير دبليو. ويبر
ليستير دبليو. ويبر (بالإنجليزية: Lester W. Weber)‏ هو عسكري أمريكي، ولد في 30 يوليو 1948 في أورورا في الولايات المتحدة، وتوفي في 23 فبراير 1969 في محافظة كوانغ نام في فيتنام.